# Lelia Naylor Morris
Lelia (o Leila) Naylor Morris (Pennsville, Ohio, 15 d'abril de 1862 Auburn, Ohio, 23 de juliol de 1929) va ser una compositora estatunidenca de música gospel.
Lelia era la filla de John T. E. i Olivia E. Naylor. Es va casar amb Charles Hammond Morris, de qui va adoptar el cognom, conforme al costum de l'època. Lelia va ser cristiana, pertanyent a una església metodista, dins de la qual va estar molt activa. Va començar a escriure cançons en la dècada de 1890; fou autora de més de 1.500 cançons gospel, entre d'altres: The Fight Is On Arxivat 2017-03-27 a Wayback Machine., Nearer Still Nearer Arxivat 2017-03-27 a Wayback Machine., Let Jesus Come Into Your Heart Arxivat 2017-05-30 a Wayback Machine., The Stranger of Galilee i What If It Were Today? Arxivat 2017-10-08 a Wayback Machine.

## Biografia

### Infantesa
Quan el pare de Lelia va tornar de la Guerra civil, l'any 1866, la família es va moure a Malta (Ohio), on Lelia va viure la seva infantesa. El seu pare, però, va morir en menys de quatre anys, de manera que sa mare va haver d'esdevenir cosidora per tal de sostenir la família. Més endavant Olivia va obrir una barreteria a McConnelsville (Ohio), davant el riu de Malta, on Lelia i una de les seves germanes van fer de dependentes.

### Matrimoni i vida compositora
L'any 1881, va contreure matrimoni amb Charles H. Morris, un lampista i tinter de McConnelsville, i va començar la seva pròpia família. Uns deu anys més tard del seu casament, aproximadament, va manifestar un alt interès per compondre cançons gospel. El seu marit va declarar que Lelia era per a ell una esposa molt tranquil·la i reservada, profundament espiritual. Va explicar com ella componia himnes fins i tot mentre feia les tasques domèstiques, de manera que tenia penjada a la cuina una petita llibreta per a moments d'inspiració.

### Darrers anys
L'any 1913, la vista de Lelia va començar a fallar. El seu fill es va preocupar en adonar-se'n i li va construir una pissarra de nou metres de llarg on podia escriure notes i lletres molt grans. L'any 1914 Lelia va quedar totalment cega, però aquesta difícil circumstància no va apagar la seva joia en Déu i el seu desig de servir-lo, de manera que va seguir col·laborant en l'obra de la seva església i continuà sent una dona i mare exemplar. Li agradava parlar del sant amor del Crist, títol que va adoptar en una de les seves composicions, la tornada de la qual diu:
| «                 | Ric e inefable, res és comparable a l'amor del meu Jesús | » |
| — Lelia N. Morris |                                                          |   |

L'any 1928, els Morris es van traslladar a la casa de la seva filla Fanny Lunk i la seva família, a Auburn (Ohio), on Lelia morí l'any següent.

## Obres principals[2]
| Another Pentecost               | The Greatest Thing Is Love       | The Power Is Coming Down           |
| At the Battle’s Front           | Have Ye Received the Holy Ghost? | Revive Thy Work                    |
| Bring Your Vessels, Not a Few   | He Has Come to Abide             | Salvation for the Whole Wide World |
| Can the World See Jesus in You? | His Grace Is Sufficient for Me   | Sanctifying Power                  |
| The Conflict of the Ages        | His Name Shall Be Jesus          | Settle It Today                    |
| Conquerors Through the Blood    | Holiness unto the Lord           | So I Send You                      |
| Countless Blessings             | I Know God's Promise Is True     | Songs of the Kingdom               |
| Crown Him                       | I Still Have the Blessing        | Sweet Will of God                  |
| Do Your Best                    | In His Keeping                   | Sweeter as the Years Go By         |
| Doing His Will                  | It Never Runs Dry                | There’s Only One Way               |
| Face to Face I Shall See Jesus  | Let Jesus Come into Your Heart   | There’s Time Enough Yet            |
| The Fight Is On                 | Lift the Flood-Gates             | ’Tis Marvelous and Wonderful       |
| For a Worldwide Revival         | Living on the Victory Side       | Victory All the Time               |
| For the Whole Wide World        | Make His Praise Glorious         | What if It Were Today?             |
| The Friend You Need             | Nearer, Still Nearer             | When the Tithes Are Gathered In    |
| Fully Surrendered               | Nothing Satisfies but Jesus      | Who Is This Man of Sorrows?        |
| Gathering Jewels                | O Magnify the Lord with Me       | With My Soul ’Tis Well             |
| God Is for Us                   | The Pentecostal Power            | Wounded for Our Transgressions     |
| The God Who Answers by Fire     | Pilot Me                         | Ye Heralds of Jesus                |
| The Gospel Ship Zion            | The Pilot of Galilee             | Yes, Dear Lord                     |
|                                 |                                  |                                    |